# 白山神社 (福井市)
白山神社（はくさんじんじゃ）は、福井県福井市八重巻中町に所在する神社である。

## 歴史
八重巻白山神社は森田地区唯一の式内社である。
式内社とは延喜式(927年)に記されている社のことで、783年、この地の己之須美社に天照皇大神が鎮座されたとされている。
泰澄大師自彫りと伝えられる白山権現の像(十一面観音像)を御神体として安置し、次のような社伝が大切にされている。
『九世紀末(寛平6年)、平泉寺神殿が鳴動し、衆僧の夢に「我を流れに任せよ」とあったので、新菰を八重に巻いて清涼水に浮かべた。
その時九頭竜が出現し尊像を抱いて川を下った。
旧河合村山室の渕に留まったが神意にかなわず当時の宇多天皇の夢のお告げにより、9月9日、この地に尊像を移し、仮宮を作って安置した。
その川を九頭竜川と名付け、この地を八重巻というようになった』
勅命を以て、白峯山重陽寺となり、全盛の頃は75町歩の田を持ち敷地に七堂伽藍を備え、朝倉家代々の祈願所であったとのことだが、朝倉家滅亡とともに廃寺となり、その後も福井大震災による倒壊などを経て、現在の八重巻白山神社となっている。
境内には歴史を伝える阿迦池の跡や地蔵尊等々がある。

## 祭神
- 天照皇大神(あまてらすおおみかみ)
- 菊理媛神(くくりひめのかみ)
- 伊邪那岐神(いざなぎのかみ)
- 伊邪那美神(いざなみのかみ)

## アクセス
- 京福バス
  - 27 大学病院・新田塚線「八重巻白山神社前」下車。
- ハピラインふくい線
  - 「森田駅」から約2分。